# 부에노스 아이레스역
부에노스 아이레스 역(스페인어: Buenos Aires)은 마드리드 지하철 1호선의 역이다. 마드리드 푸엔테데바예카스 구의 알부페라 대로 지하에 자리해 있으며, 부에노스 아이레스 대로와 만나는 교차로 지점에 있다. 요금구역상으로는 A구역에 속한다.

## 역사
1994년 4월 7일 1호선 연장과 함께 문을 열었다.
2016년 7월 3일부터는 1호선의 도심구간에 해당되는 플라사 데 카스티야-시에라 데 과달루페 구간이 시설정비 공사로 운행을 일시 중단되면서 이곳도 영업을 중단하였다. 9월 이후 아토차 렌페-알토 델 아레날 구간 공사가 마무리되면서 먼저 영업을 재개하였다. 전체 공사는 11월에 마무리되면서 전 구간이 정상운행을 시작하였다.

## 환승 정보
역 주변에는 시내버스 정류장이 다섯 곳 있으며, 그 중 세 곳은 야간노선도 경유한다.
| 마드리드 지하철               | 마드리드 지하철       | 마드리드 지하철           |
| ----------------------------- | --------------------- | ------------------------- |
| 포르타스고 피나르 데 차마르틴 | 마드리드 지하철 1호선 | 알토 델 아레날 발데카로스 |